# Ökodorf Sieben Linden

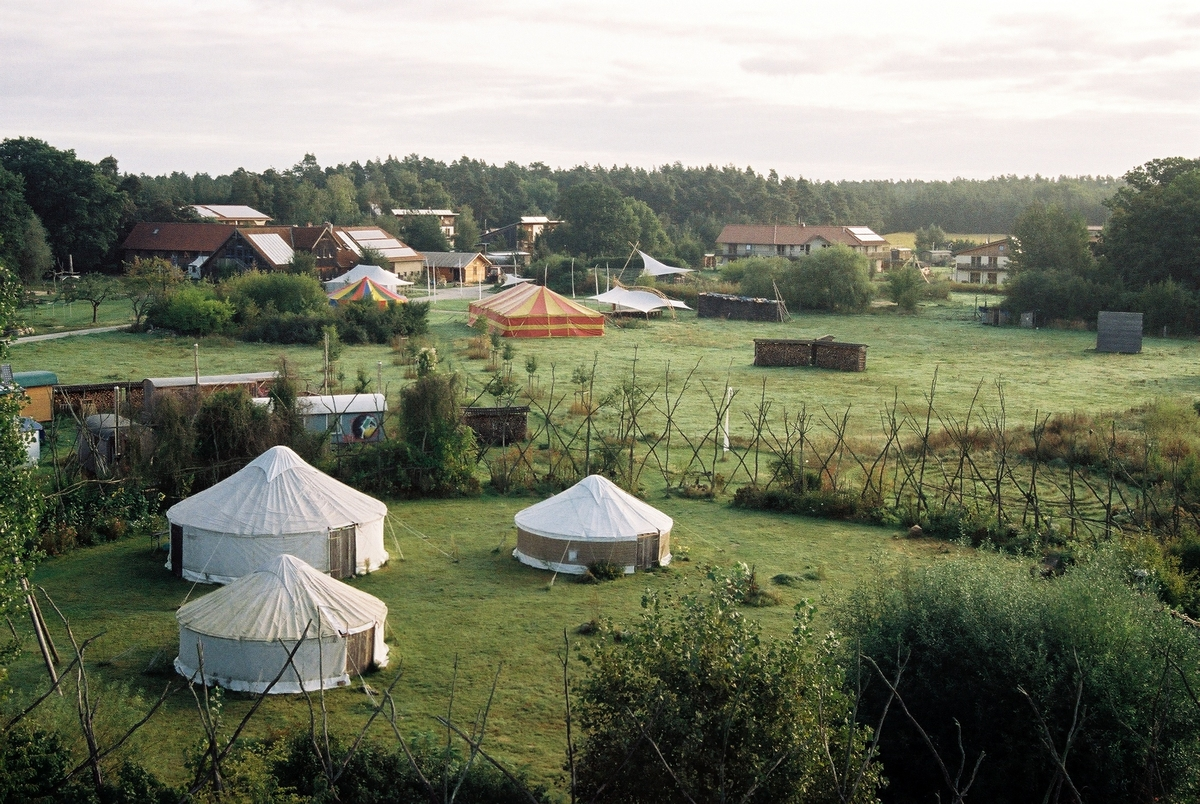
Ökodorf Sieben Linden hinter den Jurten des Landschaftskunstwerks „Globolo“

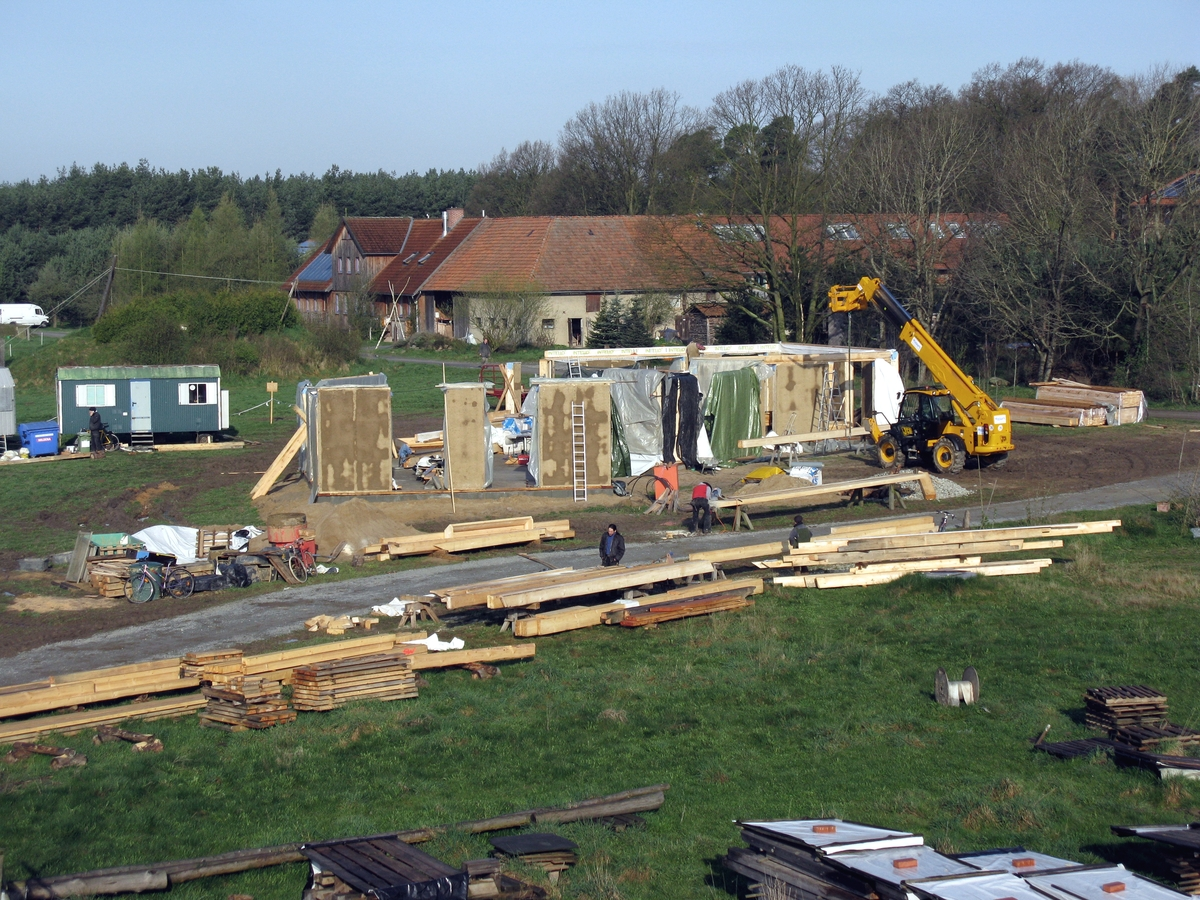
Vorgefertigte Strohballenwände für das Haus „Windrose“

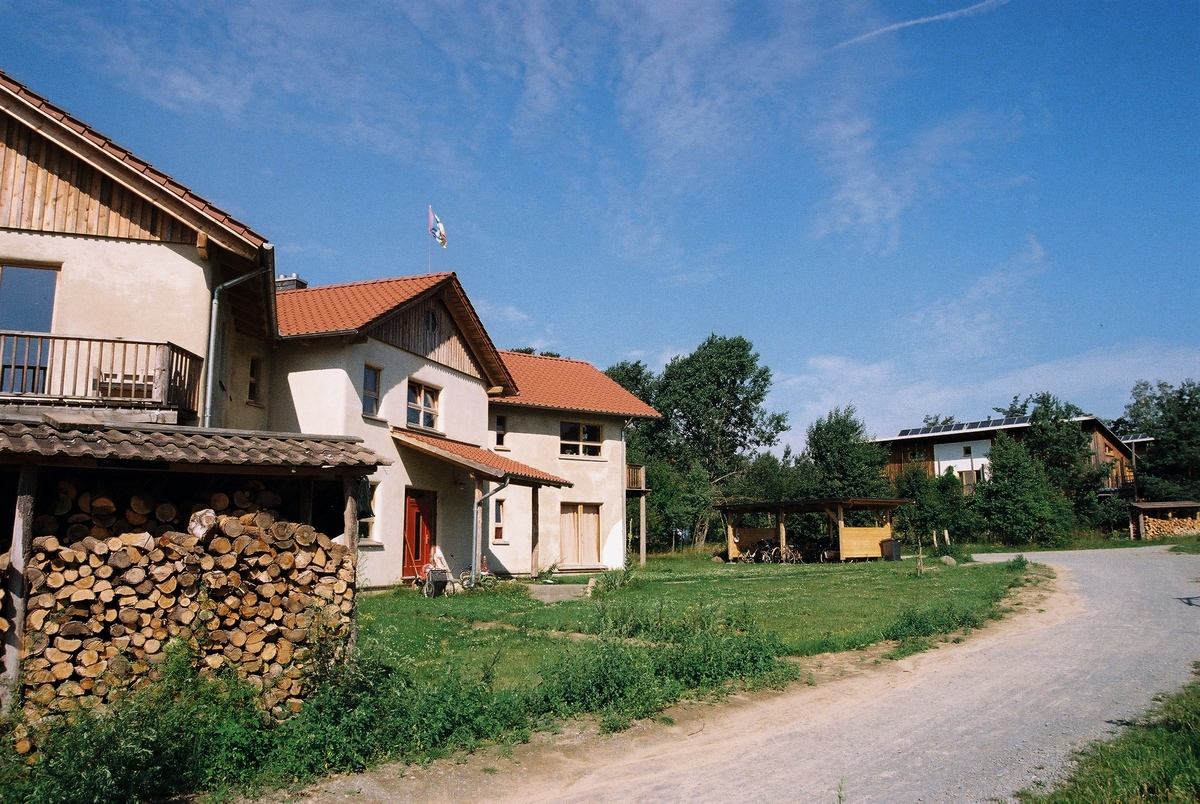
Fertiges Haus Windrose im Ökodorf Sieben Linden

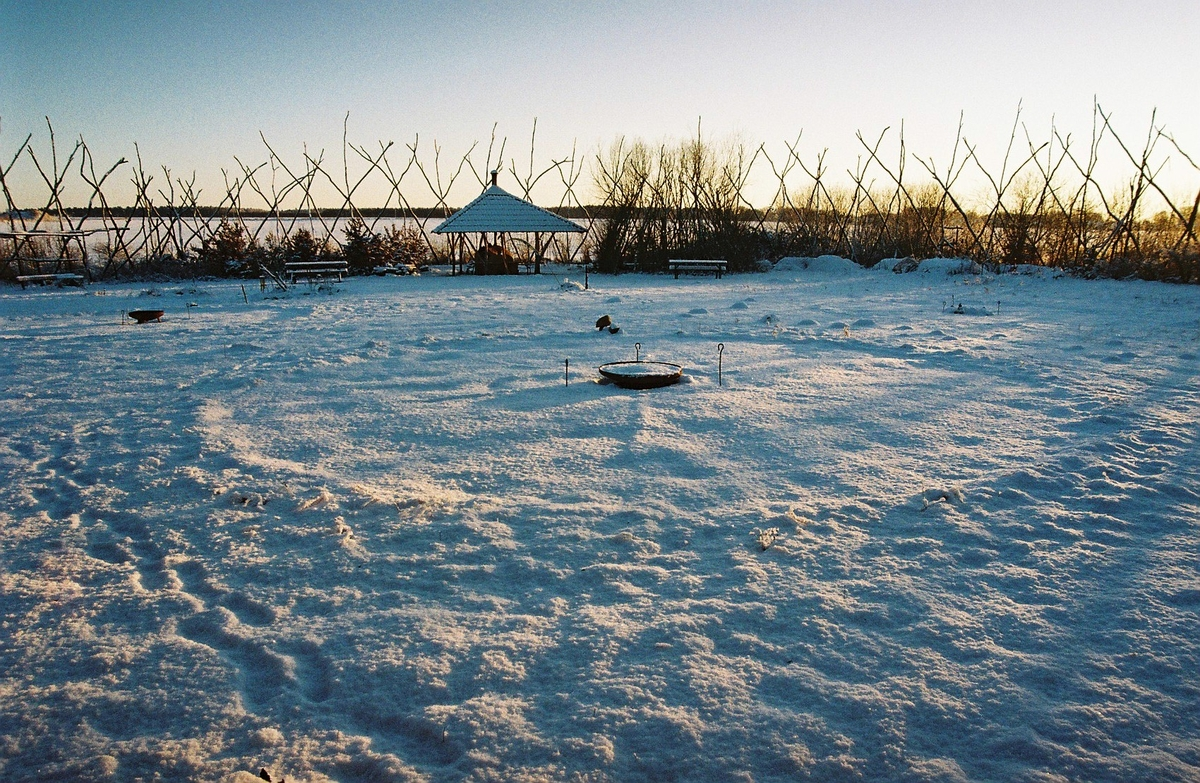
Landschaftskunstwerk Globolo im Ökodorf Sieben Linden

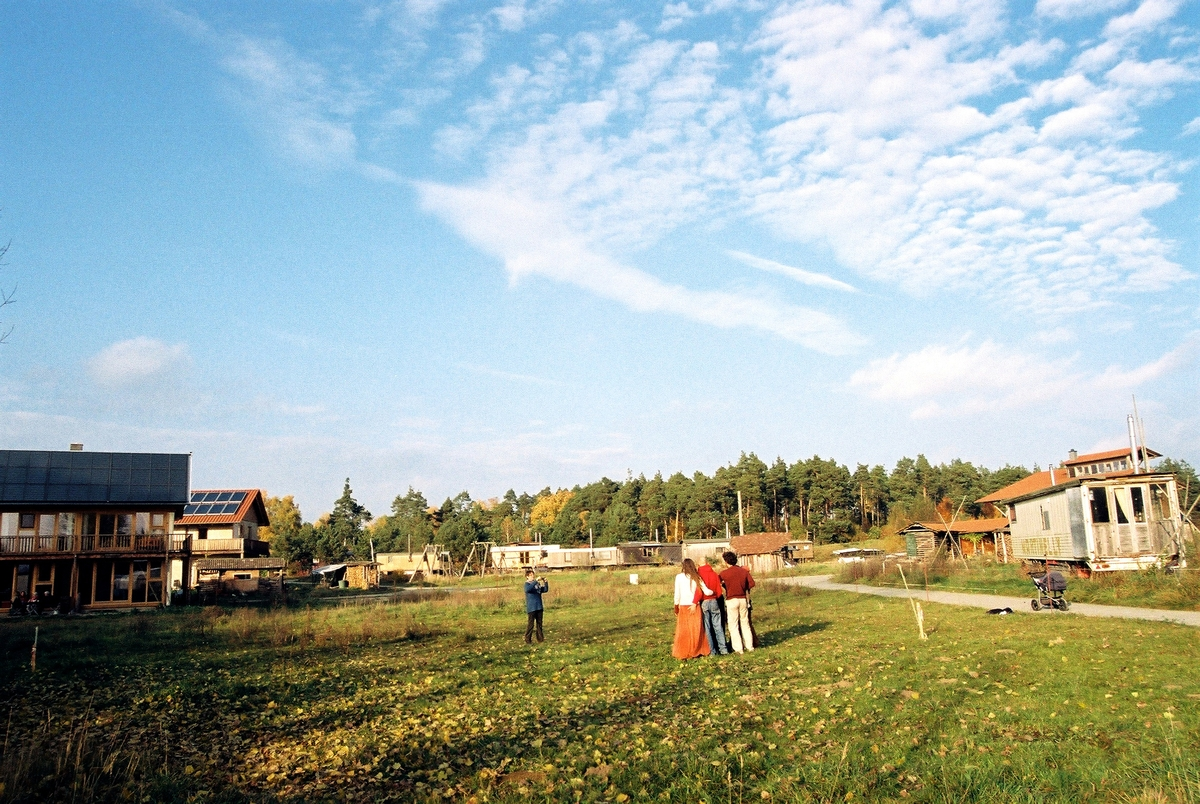
Hausgruppe am Standort des nächsten Siebenlinden-Hauses „Nachtigall“

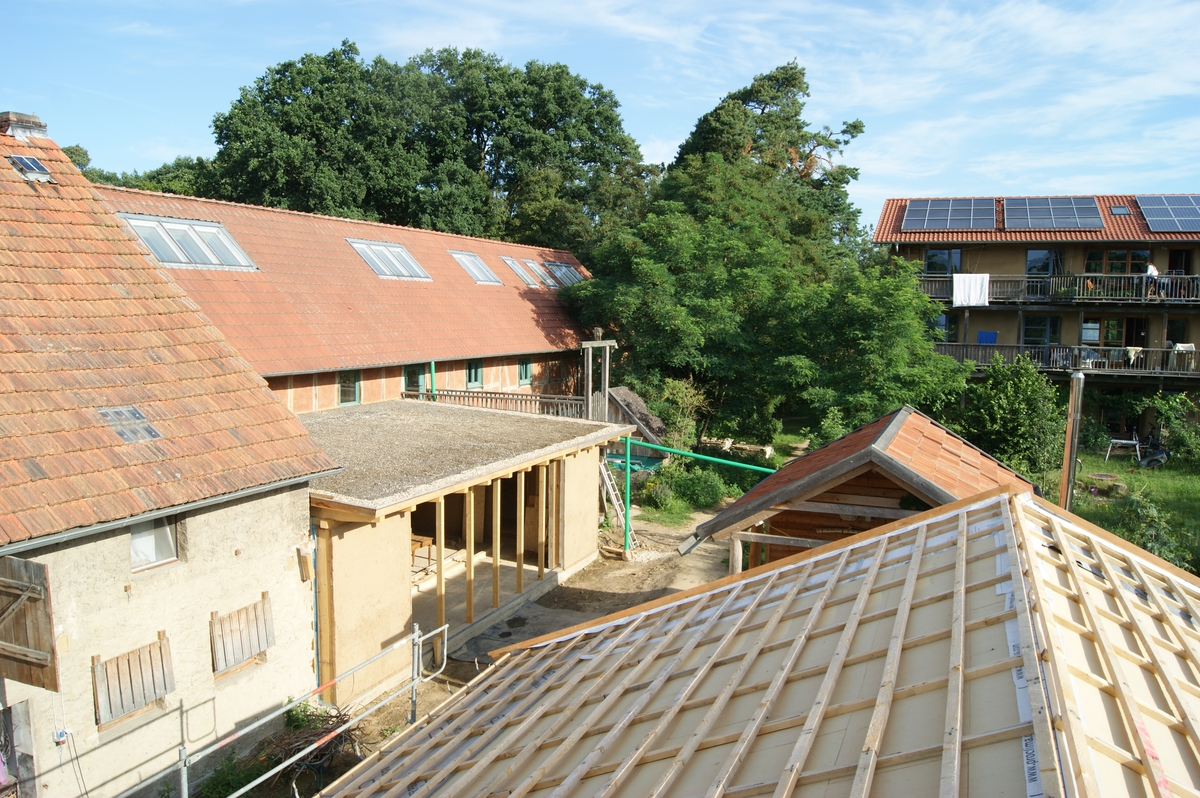
Nordriegel mit Tanzsaal und Haus Strohpolis hinter der Sauna und dem noch ungedeckten Schuppendach

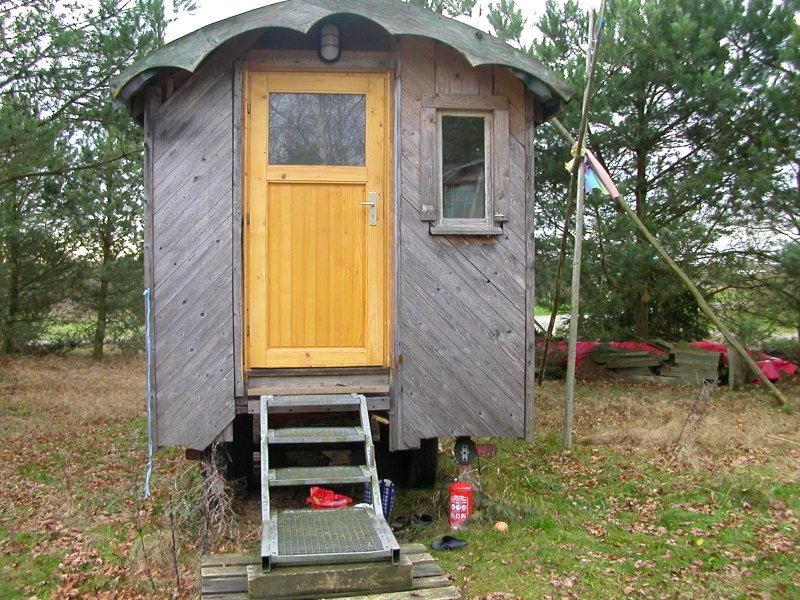
Bauwagen als Unterkunft

Das Ökodorf Sieben Linden ist eine sozial-ökologische Modellsiedlung und Gemeinschaft in der altmärkischen Gemeinde Beetzendorf (Sachsen-Anhalt). Es versteht sich als Modell- und Forschungsprojekt für eine zukunftsorientierte Lebensweise, in der Arbeit und Freizeit, Ökonomie und Ökologie, Individuum und Gemeinschaft, weltoffene und dörfliche Kultur in kleinen Lebenskreisen zu einem Gleichgewicht finden. Das Ökodorf ist Teil des Global Ecovillage Network Europe.

## Geschichte
Ende der 1980er Jahre wurde in der Broschüre Selbstversorgung als Selbstbestimmung die Vision einer autofreien Siedlung beschrieben, in der die Menschen wieder Zeit und Interesse füreinander haben und in Harmonie miteinander und mit der Natur leben. Die Idee eines sich selbst versorgenden, ökologischen Dorfes wurde 1989 in Heidelberg von Menschen aus dem Kreis der Zeitschrift ÖKODORF-Informationen weiterentwickelt. Die ersten Interessenten fanden sich und suchten über Zeitungsanzeigen weitere Interessenten.
Noch im selben Jahr fanden die ersten Treffen zur Gründung eines ökologischen Dorfes statt. Daraus bildete sich der Freundeskreis Ökodorf e. V. mit heute etwa 270 Mitgliedern in ganz Deutschland. Ab 1992 versuchte man, das Konzept eines „Ökodorfes“ zu realisieren. Als möglicher Standort wurde das frühere Dorf Stresow ausgesucht. Es war zu Zeiten der DDR niedergerissen worden, weil es sich zu nahe an der Grenze befand. Die Bürgermeisterin der Gemeinde, auf deren Gemarkung sich das Gelände befand, war an einer Wiederbesiedelung sehr interessiert. Auch das zuständige Regierungspräsidium war bereit, die erforderliche Genehmigung zu erteilen, sodass die Bauvorhaben realisierbar schienen. Letztlich scheiterte das Vorhaben jedoch, unter anderem an der Weigerung der Besitzer, das Land zu verkaufen.
1993 wurde auf einem ehemaligen Hofgelände in der damaligen Gemeinde Groß Chüden bei Salzwedel in Sachsen-Anhalt ein provisorisches Projektzentrum zur Vorbereitung und Dorfplanung eingerichtet. Bald lebte dort eine wachsende Zahl von Ökodörflern gemeinschaftlich zusammen, die bisher als Initiatoren und Unterstützer des Projektes über ganz Deutschland verstreut waren. Allerdings zog vorerst nur eine kleine Gruppe in das Projektzentrum oder in dessen Nähe, während der größte Teil der Interessenten im heimischen Alltag eingebunden blieb.
1997 fand man den neuen und endgültigen Projektstandort, wiederum ein ehemaliges Hofgelände: An den Bronsbergstücken, etwa eineinhalb Kilometer entfernt vom Kern des Dorfes Poppau, das heute Ortsteil der Gemeinde Beetzendorf ist. Seit Frühjahr 1997 entsteht dort auf einem mittlerweile 115 Hektar großen Stück Land das Ökodorf Sieben Linden.
Der Filmemacher Michael Würfel verbrachte vier Monate in Sieben Linden und produzierte während dieser Zeit eine ausführliche Filmdokumentation „Leben unter Palmen“ über das Leben in dieser Gemeinschaft. Seit September 2007 lebt er auch in Sieben Linden. Im November 2021 wurde seine neue humoristische Dokumentation „Kein richtig falsches Leben“ veröffentlicht.  Ein weiterer Film wurde von Andi Stiglmayr produziert, dabei handelt es sich um den Kinofilm „Menschen, Träume, Taten“.
Es gibt einige weitere Filme über das Ökodorf aus verschiedenen Perspektiven. 2019 zeigte der Fernsehsender Planet Wissen eine Dokumentation über das Projekt.
Seit 18. Mai 2022 gibt es mit der „Webinarwelt Sieben Linden“ ein Online-Angebot, das sich an ein größeres Publikum wendet und Inhalte zu Themen wie Persönlichkeits- und Gemeinschaftsentwicklung, Beziehungsarbeit, Wildkräuter, Tiefenökologie, Yoga uvm. zur Verfügung stellt. Die Referenten und Referentinnen der Webinare wohnen zum Teil in Sieben Linden oder befreundeten Gemeinschaften. Die Veröffentlichung der Webinarwelt ging einher mit einem Redesign der Corporate Identity.

## Ökologie
In der Bewirtschaftung der Flächen spielte das Prinzip der Permakultur von Beginn an eine zentrale Rollen und prägt das heutige Bild des Dorfes. Der Entwurf wurde daher von der Deutschen Bundesstiftung Umwelt gefördert und wissenschaftlich unterstützt.

## Ökonomie
Grundsätzlich ist jeder Bewohner des Ökodorfs für seinen Lebensunterhalt selbst verantwortlich, das Ökodorf verfolgt jedoch einige Aspekte einer gemeinsamen Ökonomie, so sind zum Beispiel Land- und Infrastruktur genossenschaftlich organisiert. Jeder erwachsene Bewohner zeichnet 11 Genossenschaftsanteile und wird so Genosse der Siedlungsgenossenschaft, kurz „SiGe“.
Andere Elemente einer gemeinsamen Ökonomie umfassen eine Solidarische Landwirtschaft, die einen hohen Selbstversorgergrad von etwa 75 % an Gemüse und Obst gewährleistet, sowie eine gemeinsame Forstwirtschaft für Brenn- und Nutzholz.
Es gibt noch weitere solidarische Elemente, zum Beispiel werden im Ökodorf lebende Kinder von der gesamten Gemeinschaft über den sog. „Kindersoli“ mitfinanziert und es finden regelmäßig Veranstaltungen zum Thema Gemeinwohlökonomie statt, zuletzt mit Christian Felber und anderen Gästen im Rahmen einer Podiumsdiskussion während eines Gemeinwohlökonomie-Festivals, das durch den Sonderfonds „JUGEND für Europa – Europäisches Jahr der Jugend 2022“ kofinanziert wurde.

## Infrastruktur
Der ehemalige Hof war nicht an die öffentliche Kanalisation angeschlossen. Man entschied sich schnell, dies als Teil des ökologischen Projektes zu nutzen, und setzte von Beginn an konsequent selbst entwickelte Komposttoiletten mit Urinseparation ein. Der Fäkalienkompost wird aber nicht beim Gemüseanbau eingesetzt, also nicht in die Lebensmittelerzeugung integriert.
1999 wurde ein wichtiger Teil der Infrastruktur (Energie, Wege, Pflanzenkläranlage für das Grauwasser, Feuerlösch-Bade-Biotop-Teich) geschaffen und die alte Hofstelle nach ökologischen Kriterien wieder aufgebaut. Sie dient jetzt als Regionalzentrum, Seminar- und Gästehaus sowie als Treffpunkt für die Gemeinschaft und beherbergt auch die Büros, eine Food-Coop, eine Schmuckschmiede und einen Gemeinschaftsraum. Ein Amphitheater bietet Platz für kulturelle Feste im Freien. Im Jahre 2000 wurden die ersten Wohnhäuser gebaut. Diese Häuser im Niedrigenergiestandard bieten Wohnraum für rund 20 Personen in Familien und Wohngemeinschaften.
Seitdem wurden die Häuser im Wesentlichen in Strohballenbauweise gebaut. 2004 wurde, als erstes Haus mit Strohballen als genehmigtem Baustoff, ein zweigeschossiges Strohballen-Wohnhaus fertiggestellt. Dieses Haus wurde in reiner Handarbeit nur unter Verwendung von regionalen Baustoffen wie Rundholz, Stroh, Lehm, anderen ökologischen Bau- sowie Recyclingmaterialien errichtet. 2005 wurde der Bau eines dreigeschossigen Wohnhauses in verputzter Strohballen-Ständerbauweise fertiggestellt. Es ist das erste dieser Größe in Europa und bietet Wohnraum für ungefähr 20 Menschen (drei Wohngemeinschaften und zwei Apartments auf etwa 500 m² Wohnfläche). Gefördert wurde es durch das Regionen-Aktiv-Programm. Siedler, die noch keinen Platz in einem Wohnhaus haben, leben in Bauwagen. 2003 entstand die Holzwerkstatt, die auch eine Selbsthilfewerkstatt enthält. Seither sind verschiedene weitere Wohnhäuser in Strohballenbauweise entstanden. Inzwischen stehen in Sieben Linden neun große (150 m² – 500 m²) und mehrere kleinere Strohballenhäuser.
Seit Juli 2021 gibt es auch eine Unterkunft „Strohtel“, die in Strohballenbauweise erbaut wurde. Das Hotel verfügt auf 530 m² über 14 Zimmer mit 32 Betten in Maximalbelegung und einen 70-m²-Seminarraum. Die Wärmeenergie, die das Haus braucht, kommt entweder aus der Solaranlage oder wird aus Holz eigener Produktion gewonnen. Die Toiletten sind Trocken-Trenn-Toiletten ohne Wasserspülung. Gefördert wurde das Projekt unter anderem vom Land Sachsen-Anhalt sowie über die ELER-Richtlinie der Europäischen Union.
Die Bewohner bauen ihre Häuser mit einer eigenen Bauorganisation, müssen dabei aber die Standards einhalten, welche die Siedlungsgenossenschaft Ökodorf e.G. als Grundeigentümerin festgelegt hat. So dürfen beispielsweise nur gesundheits- und umweltverträgliche Baustoffe verwendet werden. Energie, die zur Raumheizung und zur Erzeugung von Warmwasser verwendet wird, darf nur aus erneuerbaren Energiequellen gewonnen werden. Immobilien sollen stets in Besitz einer juristischen Person sein, die Teil des Projektes ist. Privateigentum an Immobilien wird vermieden, um die Schwierigkeiten, die langfristig aus Verkauf oder Vererbung resultieren können, zu vermeiden.
Inzwischen wurden in Sieben Linden auch mehrere Betriebe eingerichtet: Die Holzwerkstatt, das eurotopia-Verzeichnis, Schmuck & Stein, Uga’s Obstbaumschule, Gemeinschaftsberatung und Kooperative Pferde.
Das Ökodorf ist über eine Stichstraße mit dem ursprünglichen Dorf Poppau verbunden.

## Bewohnerstruktur
Im Jahr 2019 lebten in Sieben Linden etwa 145 Menschen, darunter etwa 40 Kinder. Der älteste Bewohner ist 80 Jahre, die jüngste weniger als ein Jahr. Im nahegelegenen Dorf Poppau wurde ein größerer Hof gekauft, in dem etwa 15 zur Gemeinschaft gehörende Personen leben.

## Organisation
1991 wurde der gemeinnützige Freundeskreis Ökodorf e. V. gebildet. Ein Rundbrief, der halbjährlich erscheint, informiert die bundesweit insgesamt rund 320 Mitglieder und Interessenten über den aktuellen Stand des Projekts. Weitere Anliegen des Vereins sind die Öffentlichkeitsarbeit, die Vernetzung ähnlicher Projekte und das Engagement für eine nachhaltige Regionalentwicklung in der Altmark. Zusammen mit dem Paritätischen Bildungswerk führt er außerdem ca. 80 Seminare jährlich durch.
Die gemeinsamen Zielvorstellungen der Siedler werden organisatorisch durch die 1993 gegründete Siedlungs-Genossenschaft Ökodorf e.G., zusammengefasst, die als oberste Selbstverwaltungseinheit im Dorf und als Grundeigentümerin fungiert. In den Jahren 1996 und 2000 verliehen die Deutsche Bundesstiftung Umwelt und das Deutsche Institut für Urbanistik der Siedlungsgenossenschaft Ökodorf e.G. als ersten größeren öffentlichen Anerkennungen den Preis Tatorte „für die Entwicklung und Realisierung einer sozialökologischen Modell-Siedlung im ländlichen Raum.“
Alle erwachsenen Bewohner von Sieben Linden sind Mitglieder dieser Genossenschaft und zahlen ca. 130 Euro pro Monat für den Bezug von Wasser, Strom, Brennholz und die Nutzung der Gemeinschaftsräume. 2019 hatte die Genossenschaft gut 90 Mitglieder. Diese setzen sich mit eigenem Geld und mit eigener Arbeit für die Entwicklung des Projektes ein. Außerdem existiert für die Organisation des Wohnungsbaus die Wohnungsgenossenschaft SiebenLinden eG. Sieben Linden eG ist Eigentümer der meisten Wohnhäuser im Ökodorf.
Aus der Ökodorfinitiative heraus wurde die „Freie Schule Altmark“ als staatlich anerkannte Ersatzschule mit angeschlossener Kindertagesstätte gegründet. Sie befindet sich in Depekolk, 25 Kilometer von Sieben Linden entfernt. Seit Juni 2002 betreibt der Freie Schule Altmark e. V. einen Waldkindergarten in Sieben Linden für die Kinder des Dorfes und der Umgebung.

## Alltag

### Versorgung und Entsorgung
Gemüse wird in den Gärten der Bewohner angebaut. Obst wird von den Bäumen auf dem Gelände des Ökodorfs oder in den benachbarten Alleen geerntet. Beides muss bisher allerdings auch hinzugekauft werden, da die Eigenproduktion nur etwa 70 % des Verbrauchs ausmacht. Im Dorf existiert ein Naturkostladen.
Innerhalb von Sieben Linden ist das Essen in öffentlichen Küchen oder Plätzen ausschließlich vegetarisch, das Mittagessen zum Großteil vegan. Es existiert eine zentrale Küche, die den größten Teil der Einwohner versorgt. In den privaten Küchen wird teilweise auch Fleisch konsumiert. Drei Pferde werden zur Arbeit im nahegelegenen Wald herangezogen. Weder innerhalb des Dorfes noch außerhalb, also im Auftrag von Sieben Linden, werden Tiere geschlachtet.
Die Beheizung erfolgt durch Holz. Die Wohngebäude werden zentral von einem modernen Holzvergaserofen versorgt. Die Bauwagen, in denen einige Bewohner leben, haben eigene Öfen. Das Brennholz wird im eigenen nahe gelegenen Wald geschlagen oder hinzugekauft. Die Warmwasserbereitung wird durch Sonnenenergie aus einer Thermischen Solaranlage unterstützt.
Grauwasser wird in der Pflanzenkläranlage biologisch gereinigt.

### Entscheidungsfindung
Die politische Struktur des Dorfes ist basisdemokratisch aufgebaut. So lautete der Leitsatz des ersten Ökodorf-Konzeptes folgendermaßen: „Wir suchen Menschen, die in der Gemeinschaft ihre Individualität entfalten wollen, das heißt sich einen eigenen Verantwortungsbereich suchen, innerhalb dessen sie selbst entscheiden, gestalten, sich weiterentwickeln und verwirklichen können.“
Die Entscheidungsstrukturen des Ökodorfs wurden immer wieder den Bedürfnissen der gewachsenen Gemeinschaft angepasst. Seit 2008 gibt es ein sogenanntes „Rätesystem“: Die meisten Entscheidungen können von einem der sieben „Räte“ getroffen werden, die für wesentliche Bereiche der Gemeinschaftsentwicklung zuständig sind.
Es gibt Räte mit den Überschriften:
- Lebensmittel: Alles, was mit Lebensmittelproduktion, Lagerung, Vorratshaltung, Sortiment etc. zu tun hat.
- Bauen: Begutachten alle fachlichen Fragen zum Bauen und der Siedlungsplanung, die finanziellen Abwägungen werden von den jeweiligen Vorständen der Organisationen getroffen.
- Soziales: Achten auf die sozialen Elemente des Zusammenlebens, Krisenintervention, Impulse für die Entwicklung des Gemeinschaftslebens, Vorbereiten der Intensivzeiten.
- Siedlungsgenossenschaft (entspricht Vorstand und Aufsichtsrat der Siedlungsgenossenschaft Ökodorf eG): Kümmern sich um gemeinschaftliche Infrastruktur, Selbstversorgung und alle finanziellen Entscheidungen, die die Siedlungsgenossenschaft Ökodorf eG betreffen.
- Freundeskreis (entspricht dem Vorstand des Freundeskreises Ökodorf eV): Kümmern sich um alle Belange des Freundeskreises Ökodorf e. V., insbesondere den Bildungsbetrieb, kulturelle Veranstaltungen, Vernetzung, Öffentlichkeitsarbeit etc.
- Ankommen: beschäftigt sich mit allen Fragen rund um das Gemeinschaftswachstum und neue Menschen.
- Wohnungsgenossenschaft: beschäftigt sich mit allen Fragen rund um den Wohnungsbau und die Wohnungsverwaltung für die 8 Häuser der Wohnungsgenossenschaft.

In den Räten sind jeweils ca. fünf Personen, die von der Gemeinschaft für diese Aufgabe gewählt sind. Dabei wird darauf geachtet, dass die Räte so besetzt sind, dass man ihnen zutraut „für die Gemeinschaft zu denken“. Räte und alle Kleingruppen sind gehalten, im Konsens zu entscheiden. Gegen Entscheidungen von Räten kann nicht mehr ein Einzelner „Veto“ einlegen, aber sie können mit 20 % der Sieben Lindener Stimmen angefochten werden.
In der monatlichen Vollversammlung wird insbesondere den sozialen Themen Raum gegeben. Außerdem werden Themen diskutiert und entschieden, deren Verortung zwischen den Räten nicht eindeutig ist, oder die „bedeutende, nicht reversible Entscheidungen“ beinhalten, wie der Bau und die Finanzierung von Häusern.
Auf der Vollversammlung gibt es folgende Stimmmöglichkeiten: ‚Ja‘, ‚Nein‘, ‚Enthaltung‘ und ‚Veto‘. Ein Antrag gilt nur dann als angenommen, wenn kein Veto und mindestens zwei Drittel Ja-Stimmen vorliegen. Damit hat jeder die Möglichkeit, Entscheidungen in Form eines Vetos zu blockieren. Allerdings kann der Antrag auf einer weiteren Vollversammlung erneut beraten werden und auf ihr das Veto überstimmt werden, so dass eine dauerhafte Blockade nicht möglich ist.
Die Mitbegründerin Eva Stützel hat aus den Erfahrungen beim Aufbau des Projektes und aus vielen Beratungen anderer Projekte den „Gemeinschaftskompass“ entwickelt, der inzwischen ein Standardwerk für die Entwicklung von gemeinschaftlichen Projekten geworden ist.
Mit der Fragestellung der Übertragbarkeit auf die städtische Praxis gab das Bundesministerium für Bildung und Forschung 2017 eine Studie in Auftrag, in der das Projekt Ökodorf Sieben Linden als Fallbeispiel 7 untersucht wurde.

### Soziales
Fast alle Bewohner leben und arbeiten im Dorf. Sie betätigen sich als Handwerker, Gärtner, in der Selbstversorgung, als Angestellte des Vereins Freundeskreis Ökodorf e. V. in den Bereichen Bildung (gefördert vom Paritätischen Bildungswerk), Kultur und Öffentlichkeitsarbeit, als Kindergärtner, Freiberufler, in Heilberufen, als Seminarleiter, Künstler und so fort. Einzelne Bewohner leben auch von Arbeitslosengeld oder Rente. Daneben sind die Dorfbewohner gehalten, Teile der anfallenden reproduktiven Arbeiten innerhalb des Dorfes ehrenamtlich zu erledigen. Dazu gehören insbesondere Haushaltsdienste für die Gemeinschaftsflächen. Die meisten Bewohner engagieren sich auch ehrenamtlich für bestimmte Bereiche des Ökodorf-Aufbaus und in der internen Selbstverwaltung. Außerdem werden im Ökodorf seit einiger Zeit FÖJ-Stellen, Europäischer Freiwilligendienst und Bundesfreiwilligendienst-Stellen angeboten und besetzt.
Mit Die Bahn bleibt e. V. und Keine Putenmast e. V., sowie der „Energiewende Beetzendorf“ wurden drei Bürgerinitiativen gebildet. Aus der Energiewende Beetzendorf ist die Genossenschaft BürgerEnergieAltmark eG entstanden, die eine Bürgersolaranlage betreibt.
Das gemeinschaftliche Leben findet darüber hinaus seinen Ausdruck in regelmäßigen Treffen unterschiedlichster Art, an denen jeweils nur ein Teil der Gemeinschaft teilnimmt. Es gibt viele Angebote, nichts ist „verpflichtend“. Dazu gehören zwanglose „Kneipen“-Abende, Themenabende, Yoga- und Meditations-Angebote, gemeinsame Feste und sogenannten Foren, die dazu dienen, sich gegenseitig möglichst umfassend wahrzunehmen. Dort werden Ermutigung und Kritik ausgetauscht und versucht, Konflikte zu besprechen und sie möglichst spielerisch und konstruktiv auszutragen.

### Kultur
Es gibt zahlreiche kulturelle Veranstaltungen wie Theater, Chor, Musikdarbietungen, Vorträge, Meditationen und Feste. So wird samstagabends zu moderner Unterhaltungsmusik im dorfeigenen Tanzraum getanzt. Ebenso werden ein Austausch mit Menschen aus der Region und Kontakte zu anderen Gemeinschaften und nichtstaatlichen Organisationen gepflegt.
Freundschaftliche Kontakte bestehen zu anderen ökologisch geprägten Gemeinschaften wie Schloss Tempelhof, Lebensgut Lübnitz und dem ZEGG.

## Auszeichnungen
2019/2020 wurde das Ökodorf als Lernort der Unesco ausgezeichnet. Es zeige, wie hohe Lebensqualität und ein kleiner ökologischer Fußabdruck in Einklang zu bringen seien. Die Seminargäste erhielten Bildungsangebote für einen nachhaltigen Lebensstil, der für sie vor Ort mit allen Sinnen erfahrbar sei. Die Jury hob insbesondere die starke Selbstverpflichtung der Beteiligten sowie den vorbildlichen ganzheitlichen Ansatz des Lernortes hervor.